# الدوري الإسباني الدرجة الثالثة 1943–44
الدوري الإسباني الدرجة الثالثة 1943–44 (بالإسبانية: Tercera División de España 1943-44)‏ هو موسم من الدوري الإسباني الدرجة الثالثة. فاز فيه راسينغ سانتاندير.